# Wilford Leach
Pour les articles homonymes, voir Leach.
Wilford Leach est un professeur d'art dramatique, ainsi que réalisateur, scénariste, producteur et monteur américain né le 26 août 1929 à Petersburg, Virginie (États-Unis), décédé le 18 juin 1988 à Rocky Point (États-Unis). Il est connu pour avoir eu comme élève Brian De Palma.

## Biographie
Wilford Leach est professeur d'art dramatique au Sarah Lawrence College, une université d'arts libéraux dans les années 1960. C'est là qu'il rencontre Brian De Palma, étudiant à l'Université Columbia. De Palma s'occupe de monter des pièces de théâtre en faisant collaborer Sarah Lawrence et Columbia et, détectant son potentiel, Leach lui obtient une bourse pour venir étudier à Sarah Lawrence. Brian De Palma considère que Leach « lui a énormément appris ». C'est d'ailleurs en référence à Wilford Leach qu'il nommera « Winslow Leach » le personnage principal de Phantom of the Paradise.
Il connait un grand succès à Broadway dans les années 1980 avec une mise en scène de l'opéra comique The Pirates of Penzance, œuvre qu'il adaptera pour le cinéma et la télévision.

## Filmographie

### comme réalisateur
- 1969 : The Wedding Party (coréalisation avec Brian De Palma et Cynthia Munroe)
- 1978 : All's Well That Ends Well (TV)
- 1979 : Coriolanus
- 1980 : The Pirates of Penzance (TV)
- 1983 : The Pirates of Penzance

### comme scénariste
- 1969 : The Wedding Party (avec Brian De Palma et Cynthia Munroe)
- 1983 : The Pirates of Penzance

### comme producteur
- 1969 : The Wedding Party (avec Brian De Palma et Cynthia Munroe)

### comme monteur
- 1969 : The Wedding Party (avec Brian De Palma et Cynthia Munroe)